# Иварчко језеро
Иварчко језеро је мало природно језеро у подножју Уршље горе, у општини Равне на Корошкем, у Словенији.
Језеро лежи у близини места Котље, на надморској висини од 633 m, у подножју Уршље горе, у непосредној близини доње тачке жичаре, скијалишта Ошвен. Површина језера је 1,2ha, те досеже највећу дубину до 5 метара. Око језера је некада постојао лепо уређен рекреациони комплекс за разне спортове, такође купалиште са плажом. Данас, не одржавањем комплекс пропада, чекајући новог власника.
У близини језера се такође налази бивши бањски копмплекс, Римски врелец, познат по својој киселој води.